# دیود ادی
دیود ادی (انگلیسی: David Addy؛ زاده ۲۱ فوریهٔ ۱۹۹۰) یک بازیکن فوتبال اهل غنا است.